# Bistum Mỹ Tho

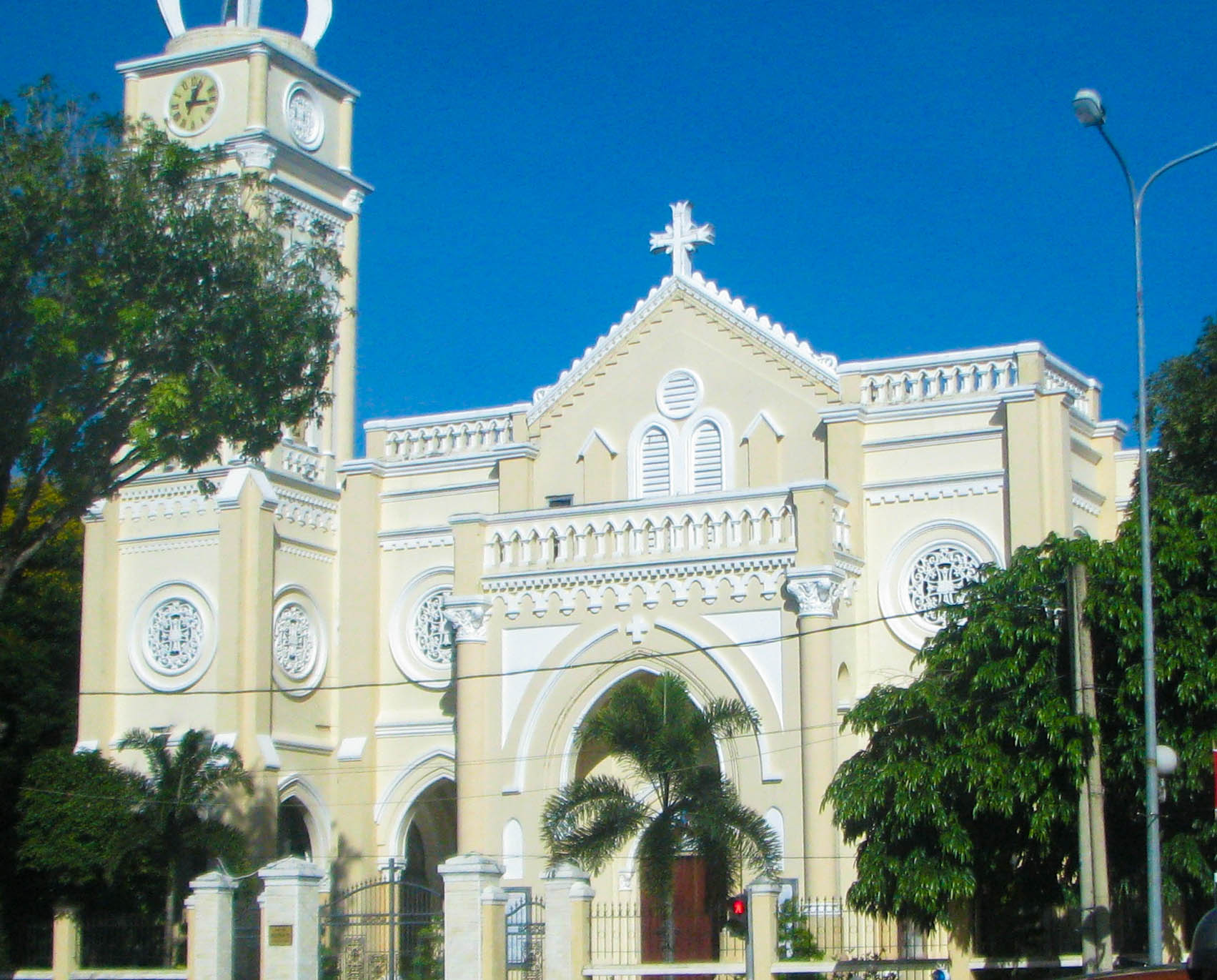
Mỹ Tho Kathedrale

Das Bistum Mỹ Tho (lateinisch Dioecesis Mythoensis, vietnamesisch Giáo phận Mỹ Tho) ist eine in Vietnam gelegene römisch-katholische Diözese mit Sitz in Mỹ Tho.

## Geschichte
Das Bistum Mỹ Tho wurde am 24. November 1960 durch Papst Johannes XXIII. mit der Apostolischen Konstitution Quod venerabiles aus Gebietsabtretungen des Erzbistums Saigon errichtet und diesem als Suffraganbistum unterstellt.

## Bischöfe von Mỹ Tho
- Joseph Trãn-Vãn-Thiên, 1960–1989
- André Nguyên Van Nam, 1989–1999
- Paul Bùi Van Ðoc, 1999–2013, dann Erzbischof von Ho-Chi-Minh-Stadt
  - Paul Bùi Van Ðoc, 2013–2014 (Apostolischer Administrator)
- Pierre Nguyên Van Kham, seit 2014